# Đội bóng đá Ngôi sao Gia Định
Đội bóng đá Ngôi Sao Gia Định là một trong những đội bóng đá chuyên nghiệp đầu tiên do người Việt thành lập.

## Lịch sử
Đội bóng đá này tiền thân là đội Gia Định Sport do ông Ba Vẽ thành lập năm 1908 ở Sài Gòn, về sau là ông Nguyễn Phú Khai tiếp quản làm hội trưởng. Sau đó không lâu, Gia Định Sports sáp nhập với Hội Étoile Bleue (Ngôi sao Xanh) do huyện Trị (Nguyễn Đình Trị) sáng lập để thành đội bóng đá liên danh Étoile de Giadinh (Ngôi sao Gia Định), có sân vận động trước lăng ông Lê Văn Duyệt. Ngôi sao Gia Định đã đoạt chức vô địch bóng đá Nam kỳ (Championnat de Cochinchine) trong các năm 1932, 1933, 1935, 1936. Ngôi sao Gia Định giải tán vào năm 1954, các cầu thủ của họ gia nhập vào các đội khác ở Sài Gòn.

## Di sản
Thành lập trở lại tháng 3 năm 2019. Gia Định FC tham gia giải hạng nhì quốc gia 2019 được xây dựng trở thành CLB chuyên nghiệp  kết nối - lan toả niềm đam mê với bóng đá cộng đồng
- Sân nhà: Sân vận động Củ Chi
- Hạng đấu: Giải bóng đá hạng nhất quốc gia (V-League 2)